# Łyżwiarstwo szybkie na Zimowych Igrzyskach Olimpijskich 1988 – bieg na 10 000 m mężczyzn
Bieg na 10 000 metrów mężczyzn w łyżwiarstwie szybkim na Zimowych Igrzyskach Olimpijskich 1988 rozegrano 21 lutego na torze Olympic Oval. Mistrzem olimpijskim na tym dystansie został Szwed Tomas Gustafson, ustanawiając jednocześnie nowy rekord świata. 

## Wyniki
| Miejsce | Zawodnik           | Państwo           | Czas     |
| ------- | ------------------ | ----------------- | -------- |
| 01 !    | Tomas Gustafson    | Szwecja           | 13:48,20 |
| 02 !    | Michael Hadschieff | Austria           | 13:56,11 |
| 03 !    | Leo Visser         | Holandia          | 14:00,55 |
| 4       | Eric Flaim         | Stany Zjednoczone | 14:05,57 |
| 5       | Gerard Kemkers     | Holandia          | 14:08,34 |
| 6       | Jurij Klujew       | ZSRR              | 14:09,68 |
| 7       | Roberto Sighel     | Włochy            | 14:13,60 |
| 8       | Roland Freier      | NRD               | 14:19,16 |
| 9       | Siergiej Bieriezin | ZSRR              | 14:20,48 |
| 10      | Ben Lamarche       | Kanada            | 14:21,39 |
| 11      | Herbert Dijkstra   | Holandia          | 14:22,53 |
| 12      | Joakim Karlberg    | Szwecja           | 14:22,94 |
| 13      | Bruno Milesi       | Włochy            | 14:23,84 |
| 14      | Dave Silk          | Stany Zjednoczone | 14:25,56 |
| 15      | Pertti Niittylä    | Finlandia         | 14:26,57 |
| 16      | Jiří Kyncl         | Czechosłowacja    | 14:27,32 |
| 17      | Timo Järvinen      | Finlandia         | 14:27,69 |
| 18      | Aleksandr Mozin    | ZSRR              | 14:28,91 |
| 19      | Christian Eminger  | Austria           | 14:30,21 |
| 20      | Gordon Goplen      | Kanada            | 14:31,18 |
| 21      | Frode Syvertsen    | Norwegia          | 14:32,08 |
| 22      | Kim Kwan-kyu       | Korea Południowa  | 14:34,65 |
| 23      | Hans van Helden    | Francja           | 14:34,84 |
| 24      | Tōru Aoyanagi      | Japonia           | 14:34,87 |
| 25      | Jeff Klaiber       | Stany Zjednoczone | 14:38,60 |
| 26      | Colin Coates       | Australia         | 14:41,88 |
| 27      | Hansjörg Baltes    | RFN               | 14:45,41 |
| 28      | Yoshiyuki Shimizu  | Japonia           | 14:47,21 |
| 29      | Lü Shuhai          | Chiny             | 14:49,52 |
| 30      | Julian Green       | Wielka Brytania   | 14:59,53 |
| -       | Geir Karlstad      | Norwegia          | DNF      |
| -       | Song Yong-hun      | Korea Północna    | DSQ      |